# Église Saint-François-d'Assise de Rouen
Pour les articles homonymes, voir Église Saint-François-d'Assise.
L'église catholique Saint-François-d'Assise est située dans le quartier Sapins - Châtelet - Lombardie à Rouen, rue Henri-Dunant. Elle a été construite dans les années 1960 sur les plans de l'architecte André Robinne.
Elle est dédiée à saint François d'Assise.

## Décoration
Il a été fait appel au maître verrier Bernard Legrand pour les vitraux.